# Dion Phaneuf
Dion Phaneuf (ur. 10 kwietnia 1985 w Edmonton) – kanadyjski hokeista, reprezentant Kanady.
Jego brat Dane (ur. 1994) także jest hokeistą.

## Kariera
- SSAC Lions Bantam AAA (1999–2001)
- SSAC Athletics Midget AAA (2001)
- Red Deer Rebels (2001–2005)
- Calgary Flames (2005–2010)
- Toronto Maple Leafs (2010–2016)
- Ottawa Senators (2016-2018)
- Los Angeles Kings (2018-2019)

Wychowanek South Side Athletic Club. Przez cztery sezony grał w kanadyjskiej lidze juniorskiej WHL w ramach CHL w barwach drużyny Red Deer Rebels. W międzyczasie, w drafcie NHL z 2003 został wybrany przez kanadyjski klub Calgary Flames. W tym zespole rozegrał swoje pięć pierwszych sezonów w NHL. W trakcie ostatniego z nich pod koniec stycznia 2010 został zawodnikiem innego kanadyjskiego zespołu, Toronto Maple Leafs. Od kolejnego sezonu NHL (2010/2011) jest kapitanem drużyny. 31 grudnia 2013 przedłużył kontrakt z klubem o siedem lat. Od lutego 2016 zawodnik Ottawa Senators. Od lutego 2018 zawodnik Los Angeles Kings. W połowie 2019 klub wykupił jego kontrakt, tym samym zawodnik stał się wolny.
Uczestniczył w turniejach mistrzostw świata w 2007, 2011, 2012.

## Sukcesy

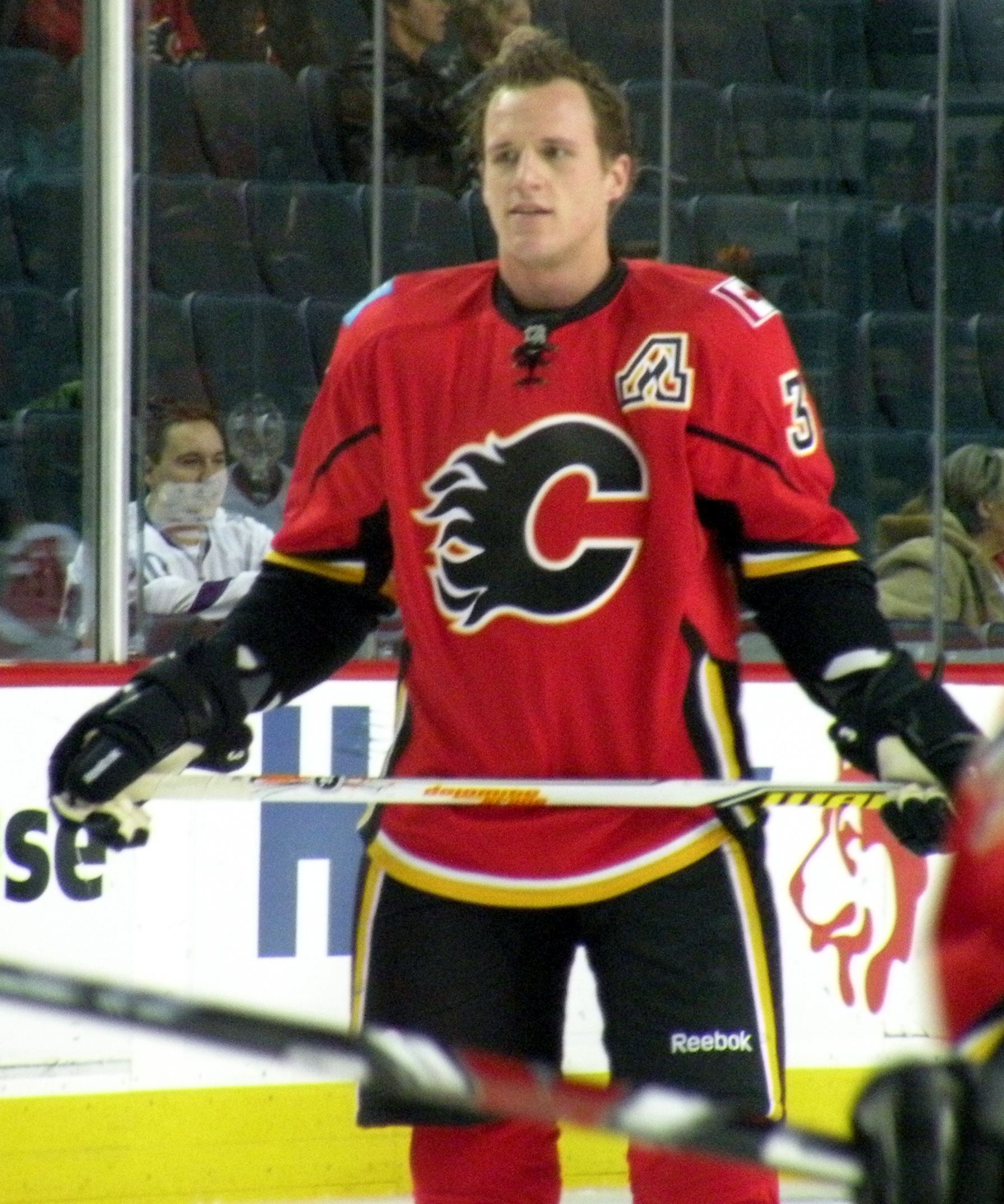
Dion Phaneuf w barwach Calgary Flames (2008)

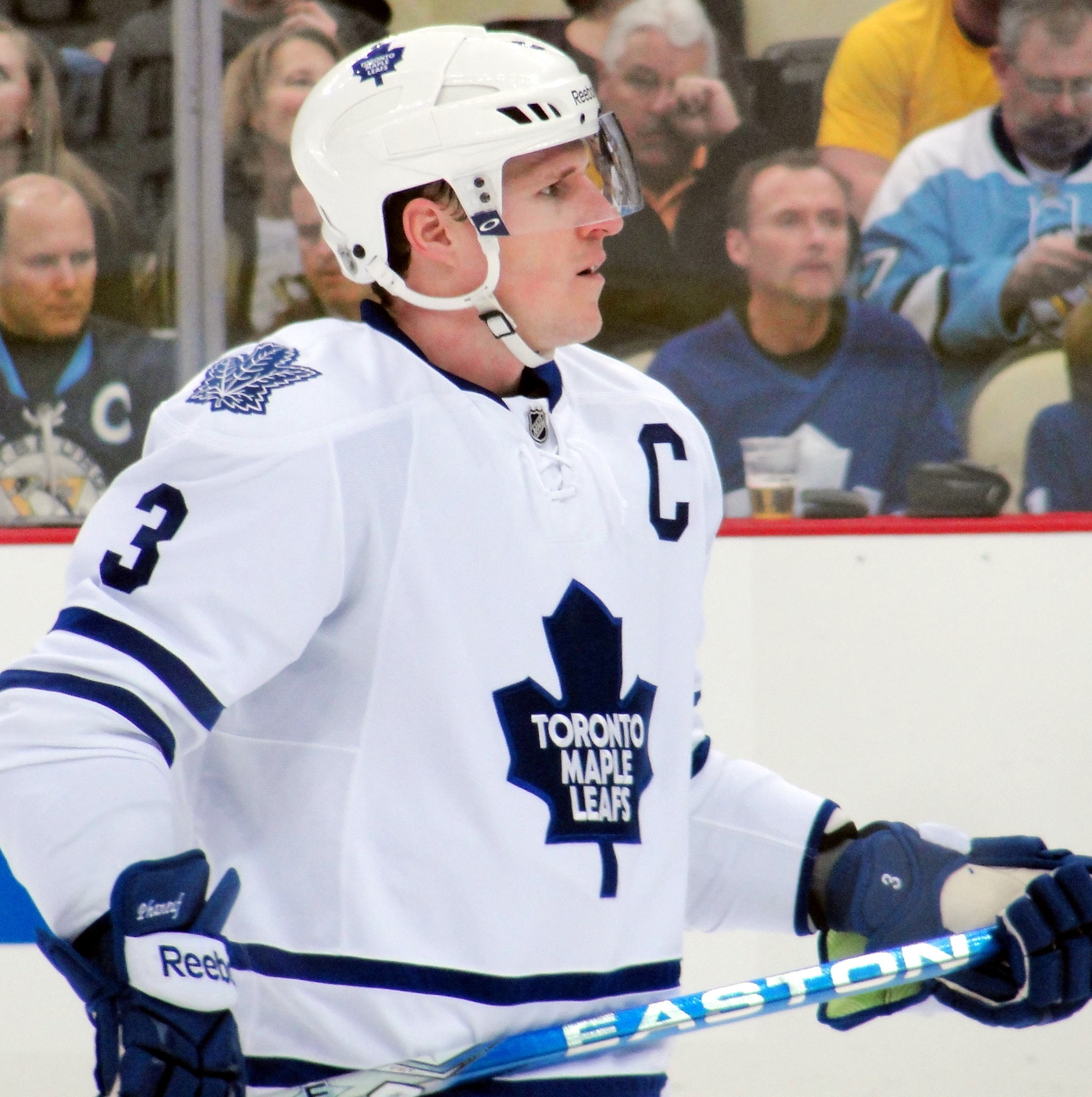
Dion Phaneuf w barwach Toronto Maple Leafs (2012)

Reprezentacyjne
- Srebrny medal mistrzostw świata juniorów do lat 20: 2004
- Złoty medal mistrzostw świata juniorów do lat 20: 2005
- Złoty medal mistrzostw świata: 2007

Klubowe
- Scotty Munro Memorial Trophy: 2002 z Red Deer Rebels
- Mistrz dywizji NHL: 2006 z Calgary Flames

Indywidualne
- Sezon AMBHL 2000/2001:
  - Pierwsze miejsce w klasyfikacji kanadyjskiej wśród obrońców: 68 punktów (rekord rozgrywek)
- Sezon CHL 2002/2003:
  - CHL Top Prospects Game
- Sezon WHL i CHL 2003/2004:
  - Bill Hunter Memorial Trophy - najlepszy obrońca WHL
  - Pierwszy skład gwiazd CHL
- Mistrzostwa świata juniorów do lat 20 w 2004:
  - Skład gwiazd turnieju
- Sezon WHL i CHL 2004/2005:
  - Bill Hunter Memorial Trophy - najlepszy obrońca WHL
  - Pierwszy skład gwiazd CHL
- Mistrzostwa świata juniorów do lat 20 w 2004:
  - Skład gwiazd turnieju
  - Najlepszy obrońca turnieju
- Sezon NHL (2005/2006):
  - Najlepszy pierwszoroczniak miesiąca - listopad 2005
  - NHL All-Rookie Team
- Mistrzostwa Świata w Hokeju na Lodzie 2007/Elita:
- Trzecie miejsce w klasyfikacji asystentów turnieju: 8 asyst[7]
- Pierwsze miejsce w klasyfikacji asystentów turnieju wśród obrońców turnieju: 8 asyst
- Czwarte miejsce w klasyfikacji kanadyjskiej wśród obrońców turnieju: 8 punktów[8]
- Sezon NHL (2007/2008):
  - NHL All-Star Game
  - Pierwszy skład gwiazd CHL
- Sezon NHL (2011/2012):
  - NHL All-Star Game

## Statystyki

### Klubowe
| 2001–02   | Red Deer Rebels     | WHL       | 67  | 5  | 12  | 17  | 170 | 21 | 0  | 2  | 2  | 14 |
| 2002–03   | Red Deer Rebels     | WHL       | 71  | 16 | 14  | 30  | 185 | 23 | 7  | 7  | 14 | 34 |
| 2003–04   | Red Deer Rebels     | WHL       | 62  | 19 | 24  | 43  | 126 | 19 | 2  | 9  | 11 | 30 |
| 2004–05   | Red Deer Rebels     | WHL       | 55  | 24 | 32  | 56  | 73  | 7  | 1  | 4  | 5  | 12 |
| 2005-06   | Calgary Flames      | NHL       | 82  | 20 | 29  | 49  | 93  | 7  | 1  | 0  | 1  | 7  |
| 2006-07   | Calgary Flames      | NHL       | 79  | 17 | 33  | 50  | 98  | 6  | 1  | 0  | 1  | 7  |
| 2007-08   | Calgary Flames      | NHL       | 82  | 17 | 43  | 60  | 182 | 7  | 3  | 4  | 7  | 4  |
| 2008-09   | Calgary Flames      | NHL       | 80  | 11 | 36  | 47  | 100 | 5  | 0  | 3  | 3  | 4  |
| 2009-10   | Calgary Flames      | NHL       | 55  | 10 | 12  | 22  | 49  | -  | -  | -  | -  | -  |
| 2009-10   | Toronto Maple Leafs | NHL       | 26  | 2  | 8   | 10  | 34  | -  | -  | -  | -  | -  |
| WHL razem | WHL razem           | WHL razem | 255 | 64 | 82  | 146 | 554 | 70 | 10 | 22 | 32 | 90 |
| NHL razem | NHL razem           | NHL razem | 404 | 77 | 161 | 238 | 556 | 25 | 5  | 7  | 12 | 22 |

### Międzynarodowe
| Rok              | Drużyna          | Turniej          | Zajęte miejsce   |   | M | G | A | Pkt | MIN |
| ---------------- | ---------------- | ---------------- | ---------------- | - | - | - | - | --- | --- |
| 2007             | Kanada           | MŚ 2007          | 1. miejsce       | 7 | 0 | 8 | 8 | 2   |     |
| Mecze seniorskie | Mecze seniorskie | Mecze seniorskie | Mecze seniorskie | 7 | 0 | 8 | 8 | 2   |     |